# Kropa
Kropa es una localidad de Eslovenia con un centro denso. Se halla al este del altiplano de Jelovica, en el municipio de Radovljica. Es un pueblo pequeño, de 839 habitantes,  conocido por su tradición de herreros. Por esto es llamado cuna eslovena de la herrería. 
Kropa se puede dividir en tres partes. La más nueva es la que se llama Stočje. Kropa está rodeada por colinas entre las que la más famoso es Jamnik, que jugó un papel estratégico muy importante durante la Segunda Guerra Mundial. Allí tiene su origen el arroyo de Kroparica, denominación que deriva del nombre del pueblo, y muy importante para el desarrollo de la herrería, que apareció por primera vez en Kropa ya en el siglo XIV. Este terreno tenía un gran potencial porque abundaba el hierro, por lo que proliferaron los talleres de clavetería, que se llamaban vigenjci. Los herreros de Kropa han venido produciendo más de 120 tipos de clavos. En el siglo XX la clavetería fue reemplazada por la producción industrializada, fundamentalmente por la empresa Plamen. El único vigenjc que ha sobrevivido tantos siglos es el de tipo Vice. 
Otra cosa que se puede ver solamente en Kropa son las casas, que se pueden dividir en dos grupos: las de los herreros y las de la señoría. Las primeras son los edificios de varias plantas con pequeñas ventanas, contraventanas de hierro y artísticas rejas de hierro forjado. Las casas de la señoría se hallan en la plaza central del pueblo. Las más conocidas son las casas de Pibrovec, Potočnik y Klinar. Esta última está convertida en un museo de herrería. 

## Personas conocidas que nacieron en Kropa
1. Janez Potočnik (pintor), pintor barroco
2. Egidij Gašperšič, pedagogo y compositor
3. Dušan Petrač, físico
4. Anton  Dermota, tenor
5. Janez Potočnik, economista

## Imágenes

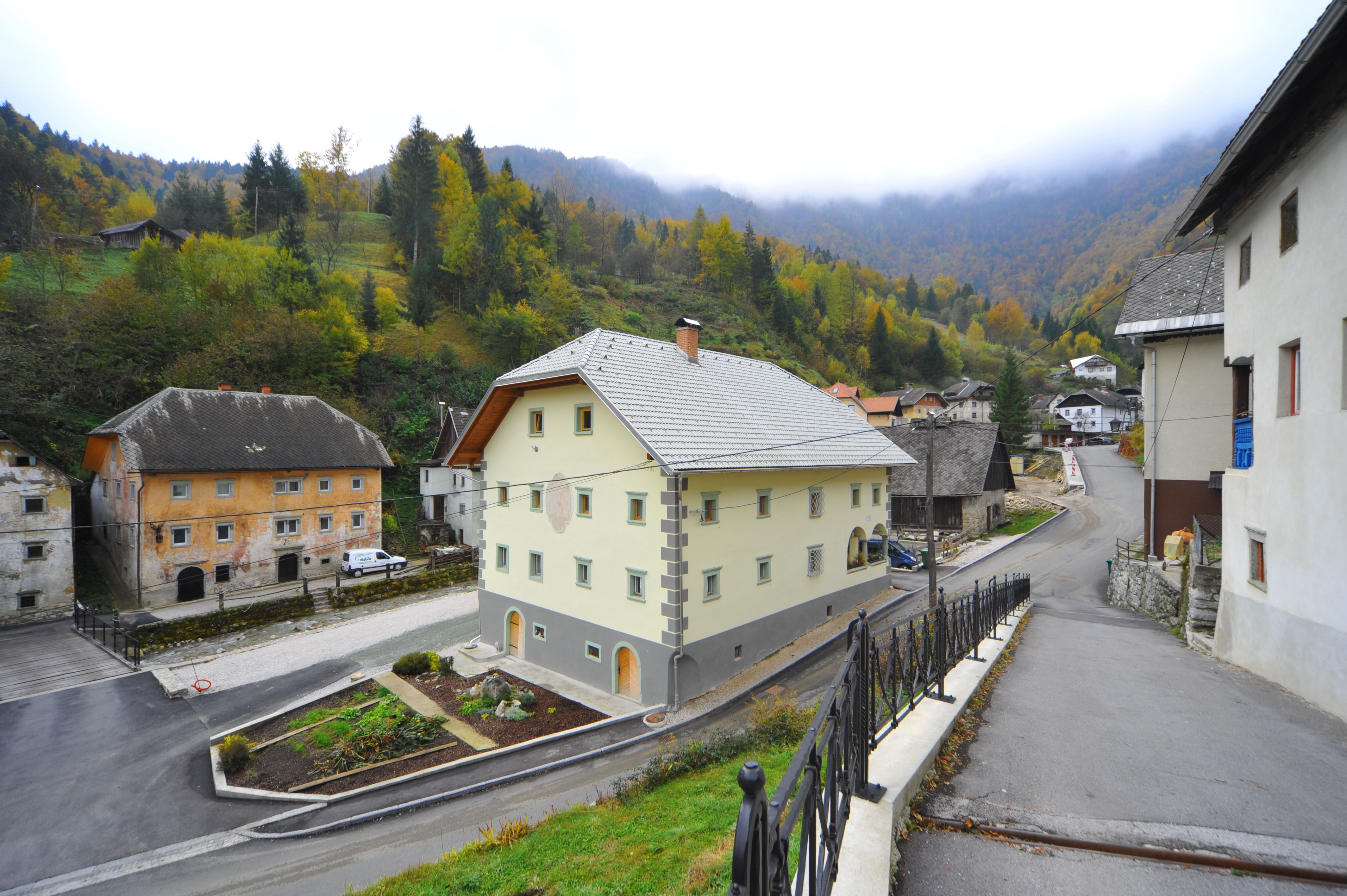
La casa del pintor Janez Potočnik
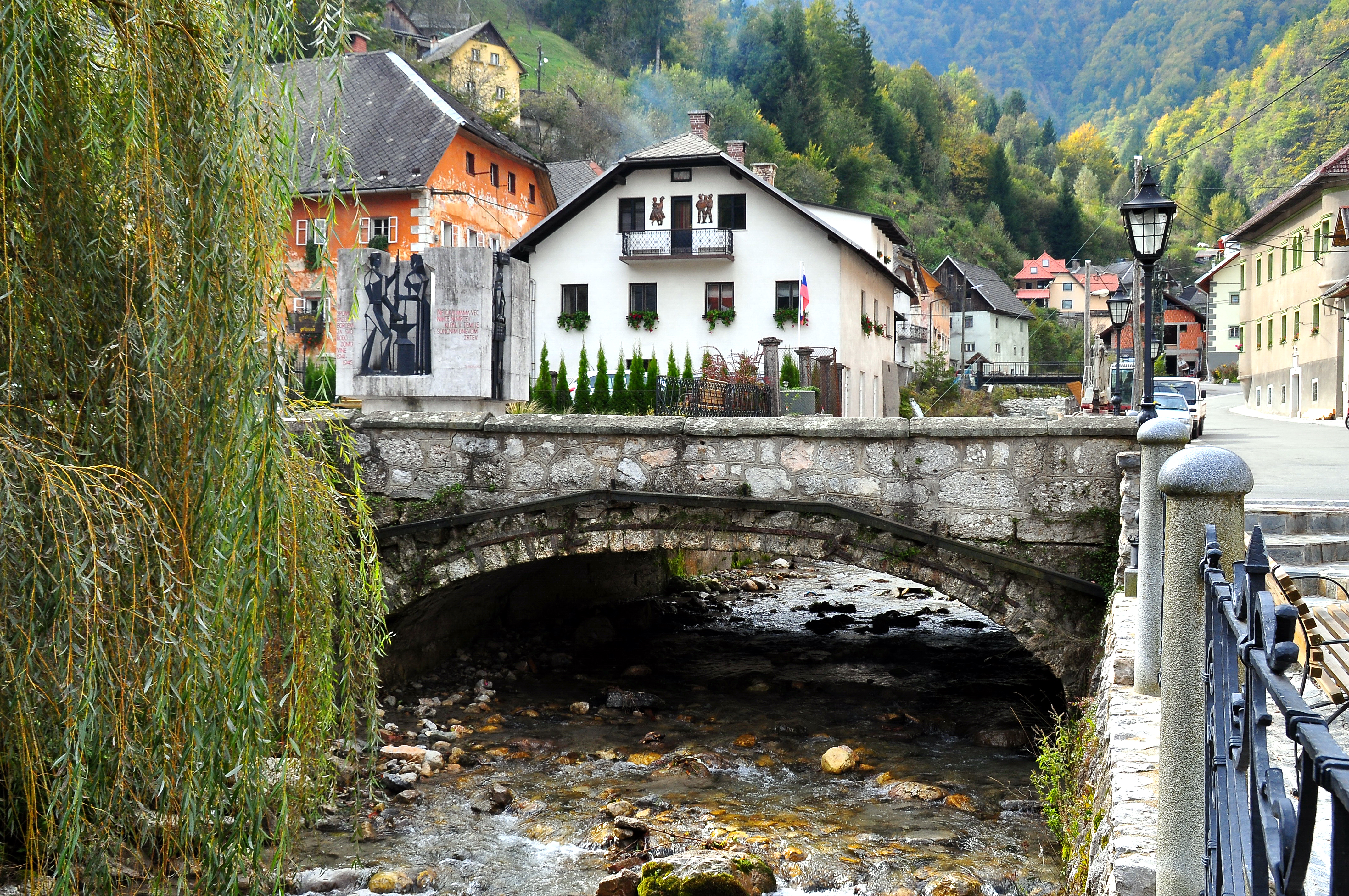
El arroyo Kroparica
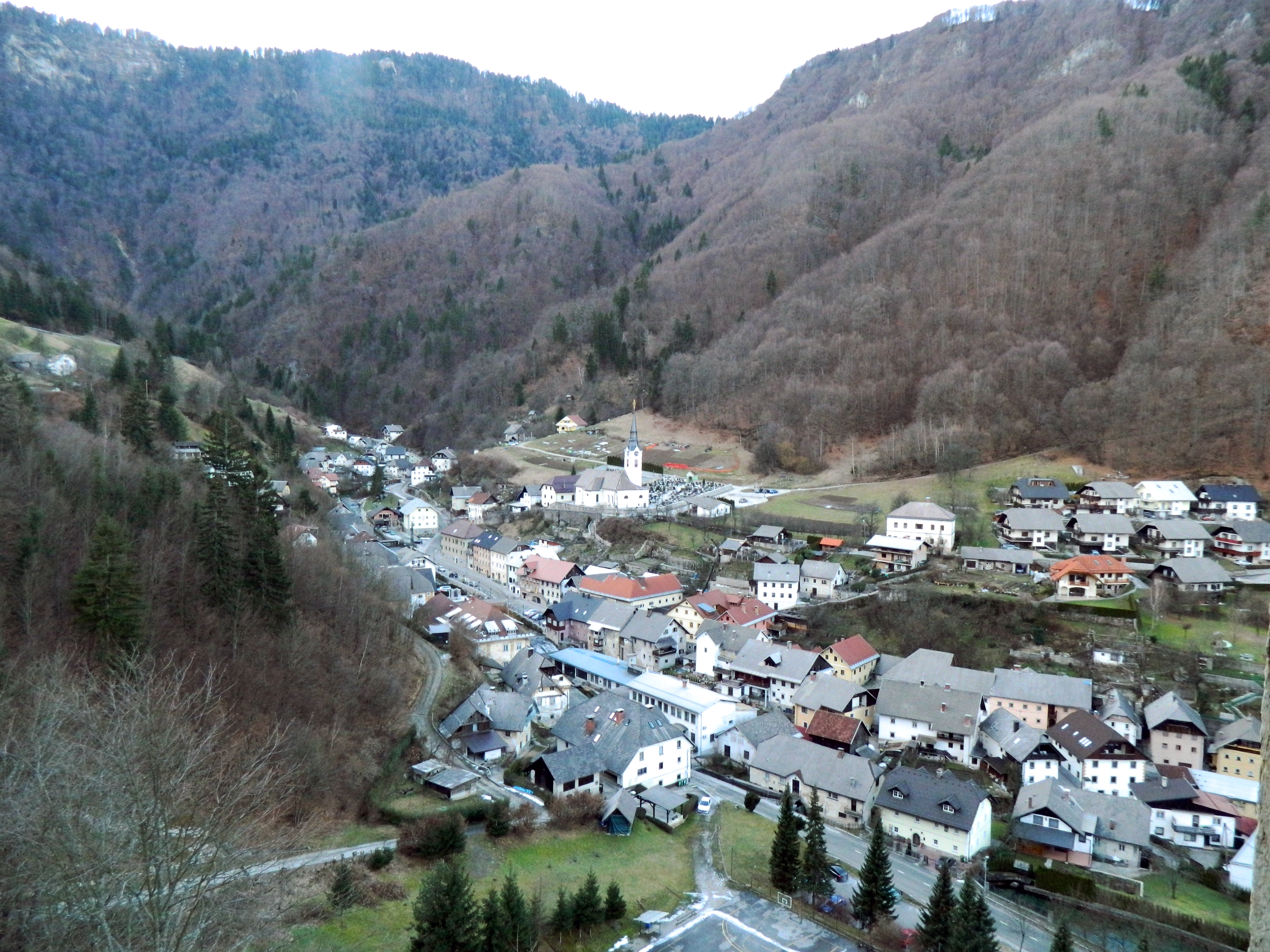
Kropa